# بيت فرانك
بيت فرانك (بالهولندية: Bette Franke)‏ هي عارضة هولندية، ولدت في 3 ديسمبر 1989 في هيمسكيرك في هولندا.

## روابط خارجية
- بيت فرانك على موقع دليل عارضات الأزياء (الإنجليزية)